# Cráneos Saccopastore
Los cráneos Saccopastore son un par de cráneos fósiles de Homo neanderthalensis que fueron encontrados en el río Aniene, Lacio (Italia). Se encontraban en una cantera de grava alrededor de 2,5 km antes de la confluencia del Aniene con el río Tíber. El primer cráneo fue descubierto en 1929 por Mario Grazioli y parece ser el de una mujer adulta. El segundo fue encontrado en 1935 por los profesores Breuil y Blanc, y forma parte de la cara, posiblemente de un adulto de unos 35 años de edad, de sexo masculino. Ambos especímenes parecen ser neandertales, pero muestran características que difieren de los cráneos de neandertales clásicos.
Los cráneos tienen una antigüedad estimada entre 100 000 y 130 000 años.
Los cráneos fueron mantenidos originalmente en el Instituto de Antropología de la Universidad de Roma, entonces bajo la dirección del profesor Sergio Sergi. Durante la Segunda Guerra Mundial los mantuvo ocultos para preservarlos de los oficiales alemanes que buscaban tesoros fósiles. Cuando el profesor Sergi se retiró como director, los cráneos quedaron en su poder. Actualmente se encuentran en el Museo de Antropología Giuseppe Sergi.